# Помпано-Бич
Помпано-Бич (англ. Pompano Beach) — город в округе Брауард (штат Флорида, США). Получил своё название в честь рыбы, в изобилии обитавшей здесь у побережья; вторая часть названия, Бич, с английского переводится как «пляж».

## География, транспорт, климат
Помпано-Бич расположен в северо-восточной части округа. Площадь города составляет 65,8 км², из которых 3,6 км² (5,5 %) занимают открытые водные пространства. 

Справа — округ Брауард на карте штата Флорида, слева — город Помпано-Бич на карте округа Брауард

Помпано-Бич граничит со следующими городами: Лайтхаус-Пойнт — с северо-востока, Дирфилд-Бич — с севера, Коконат-Крик — с запада, Маргейт, Норт-Лодердейл и Палм-Эйр (статистически обособленная местность) — с юго-запада, Форт-Лодердейл и Окленд-Парк — с юга, Лодердейл-бай-те-Си — с юго-востока, с востока город омывается Атлантическим океаном.
Через Помпано-Бич проходят крупные автодороги I-95, A1A, SR 91, SR 811, SR 814, SR 834, SR 844 и SR 845; воздушное сообщение обеспечивает аэропорт Pompano Beach Airpark, расположенный в северо-восточной части города.
Максимальная температура воздуха, зарегистрированная в Помпано-Бич, составила 41,7°С, минимальная — −2,8°С.

## История
Сведения о первых неорганизованных группах поселенцев-евроамериканцев, разбросанных по территории, которую ныне занимает Помпано-Бич, относятся к середине 1880-х годов. Первыми задокументированными постоянными поселенцами на этой территории стали железнодорожные работники Джордж Батлер и Фрэнк Шин, которые прибыли сюда в 1896 году со своими семьями. 22 февраля того же года на маленький полустанок Помпано прибыл первый поезд. Официальной датой основания поселения стал 1898 год. 
В 1899 году в посёлке открылась первая школа, состоящая из единственного класса, первой учительницей Помпано стала Мэри Батлер, жена Джорджа. В 1900 году открылся первый универсальный магазин. 3 июля 1908 года поселение было инкорпорировано со статусом «городок» (town). В 1908 году был организован округ Майами-Дейд, в состав которого вошёл и Помпано, затем год спустя городок стал находиться в округе Палм-Бич, а с 1915 года и по настоящее время он относится к округу Брауард — таким образом Помпано постигла довольно оригинальная судьба: за 7 лет он сменил три округа.
В 1928 году в Помпано открылась первая старшая школа — Pompano Beach High School. С началом Второй мировой войны Помпано, как и большинство прибрежных городов Флориды, превратился в военный лагерь. Чуть северо-восточнее города был построен военный аэродром (ныне гражданский Pompano Beach Airpark), в тёмное время суток вдоль побережья объявлялся режим светомаскировки, многие горожане записывались в добровольческие отряды, которые следили за появлением у берега вражеских подводных лодок (что было вполне реально) и за появлением вражеских самолётов (что было невероятно). В 1947 году городок объединился с близлежащим побережным поселением и 6 июня того же года получил новый статус — «город» (city) и новое название — Помпано-Бич. В 1948 году у города появилась собственная Торговая палата.
В 1960-х годах в связи с наплывом новых поселенцев, сельскохозяйственные угодья города постепенно стали передаваться застройщикам под возведение домов и обустройство полей для гольфа.
В 2000-х годах частью города стали статистически обособленные местности Коллиер-Мейнор-Крестхейвен, Льежервилл, Кендалл-Грин и Помпано-Бич-Хайлендс.
В 2005 году город был награждён премией «All-America City Award» (с англ. — «Всеамериканский город») присуждаемой Национальной гражданской лигой, которую неофициально называют «Нобелевской премией за конструктивное гражданство» и которая выдается за активную гражданскую позицию жителей некорпоративных сообществ Соединённых Штатов в жизни местного самоуправления. 
В 2012 году начались работы по восстановлению и реставрации исторических районов города, от которых мало что осталось.

## Достопримечательности
- Бейсбольный стадион — существовал с 1957 по 2008 год
- Дом Сэмпла-Макдугалда — внесён в Национальный реестр исторических мест США (НРИМ) в 2004 году
- Парк «Индейская насыпь» — внесён в НРИМ в 2014 году
- С 2014 года в Помпано-Бич хранится один из дирижаблей Goodyear[англ.], Goodyear GZ-20[англ.]. Он был создан в 1968 году и последние 14 лет провёл в воздухе.

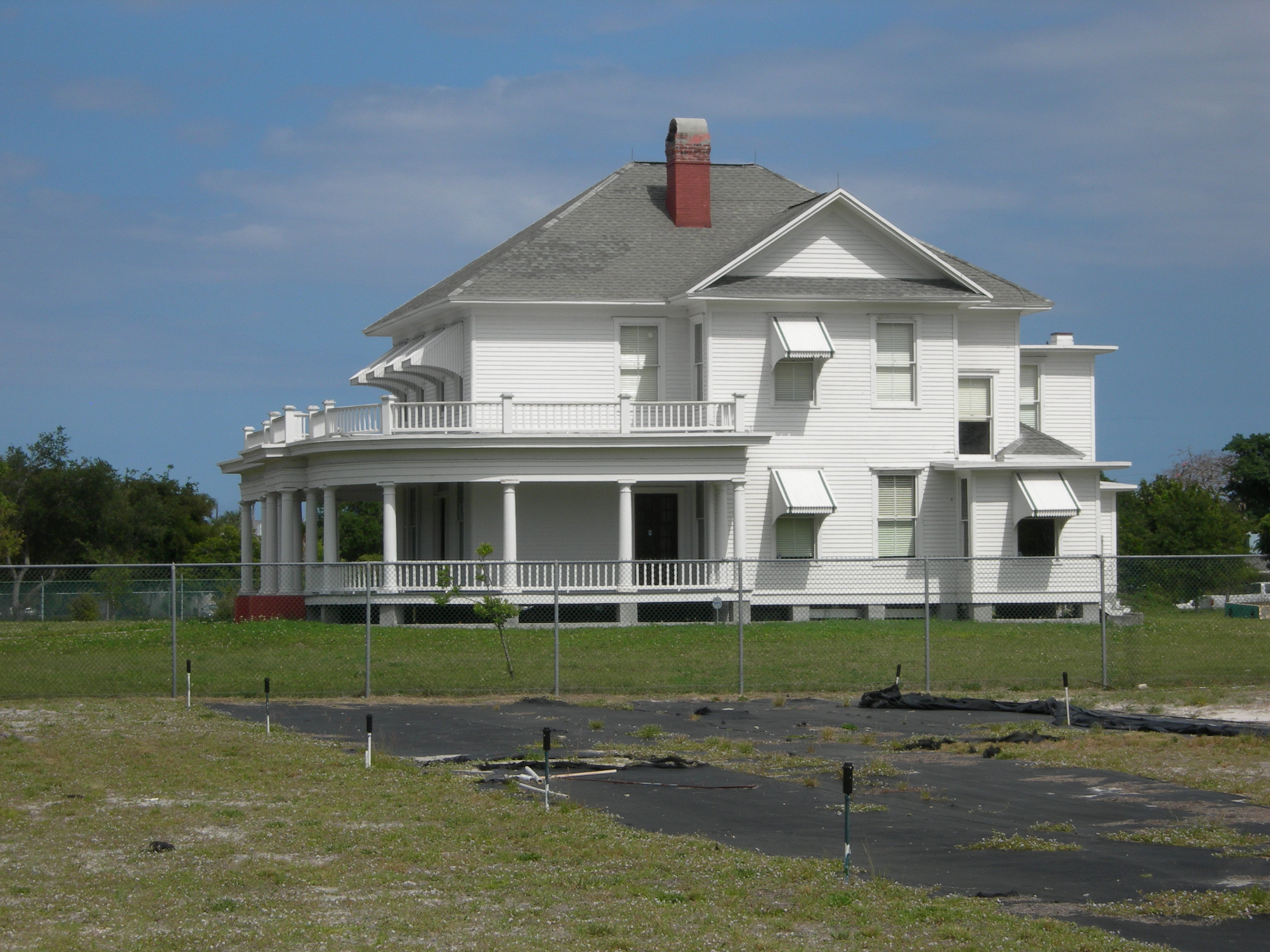
Дом Сэмпла-Макдугалда
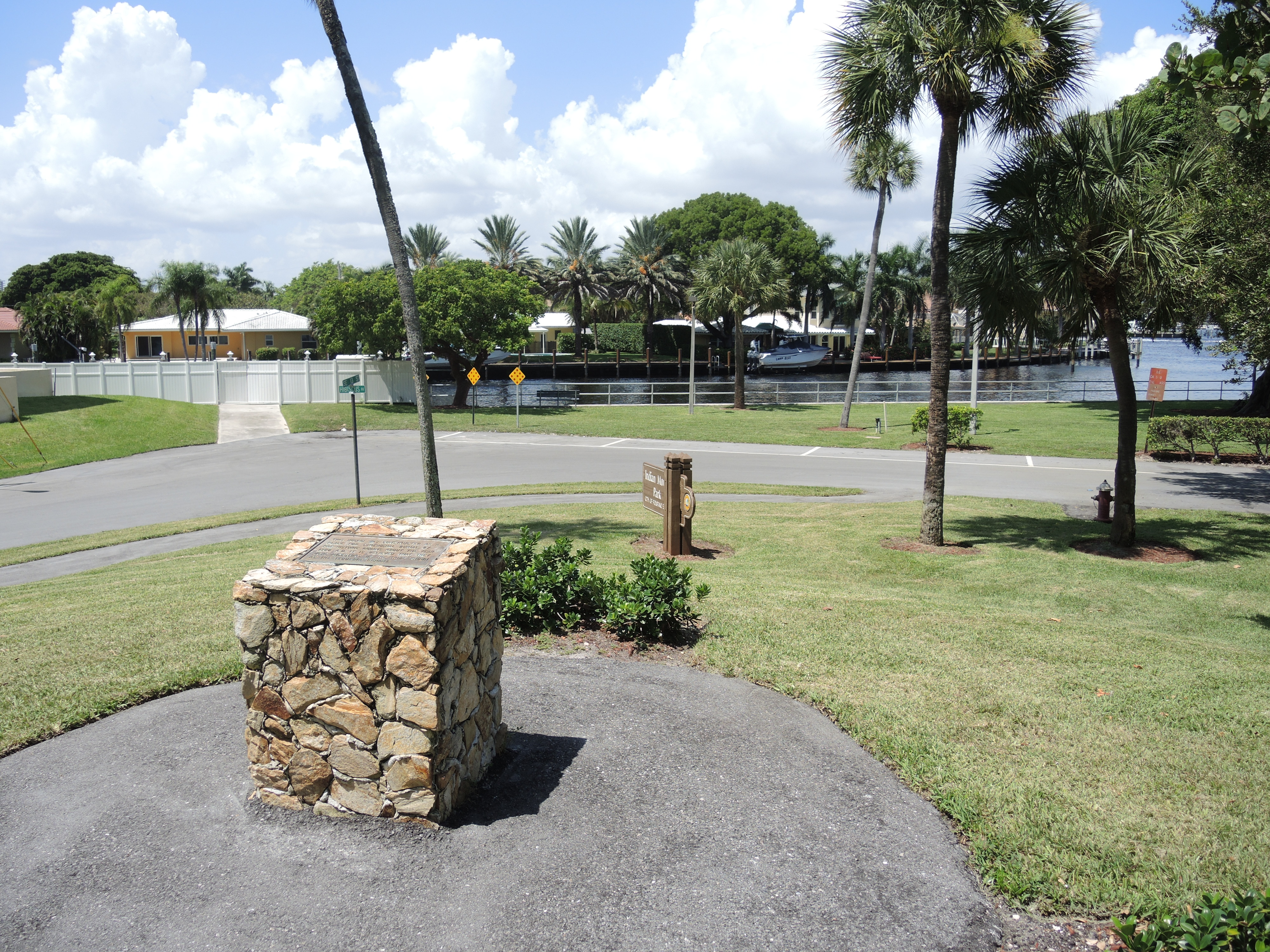
Парк «Индейская насыпь»
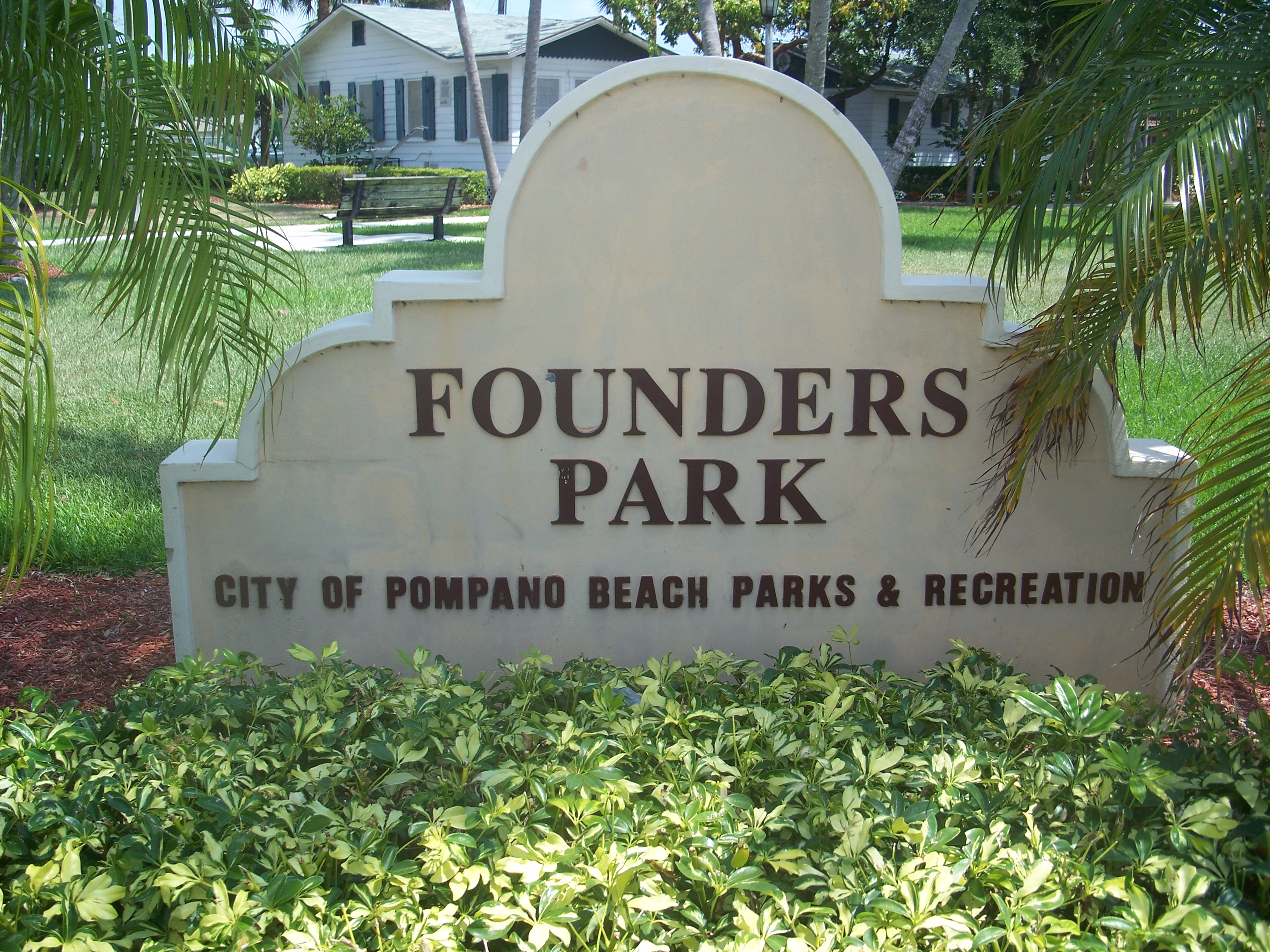
Парк Основателей
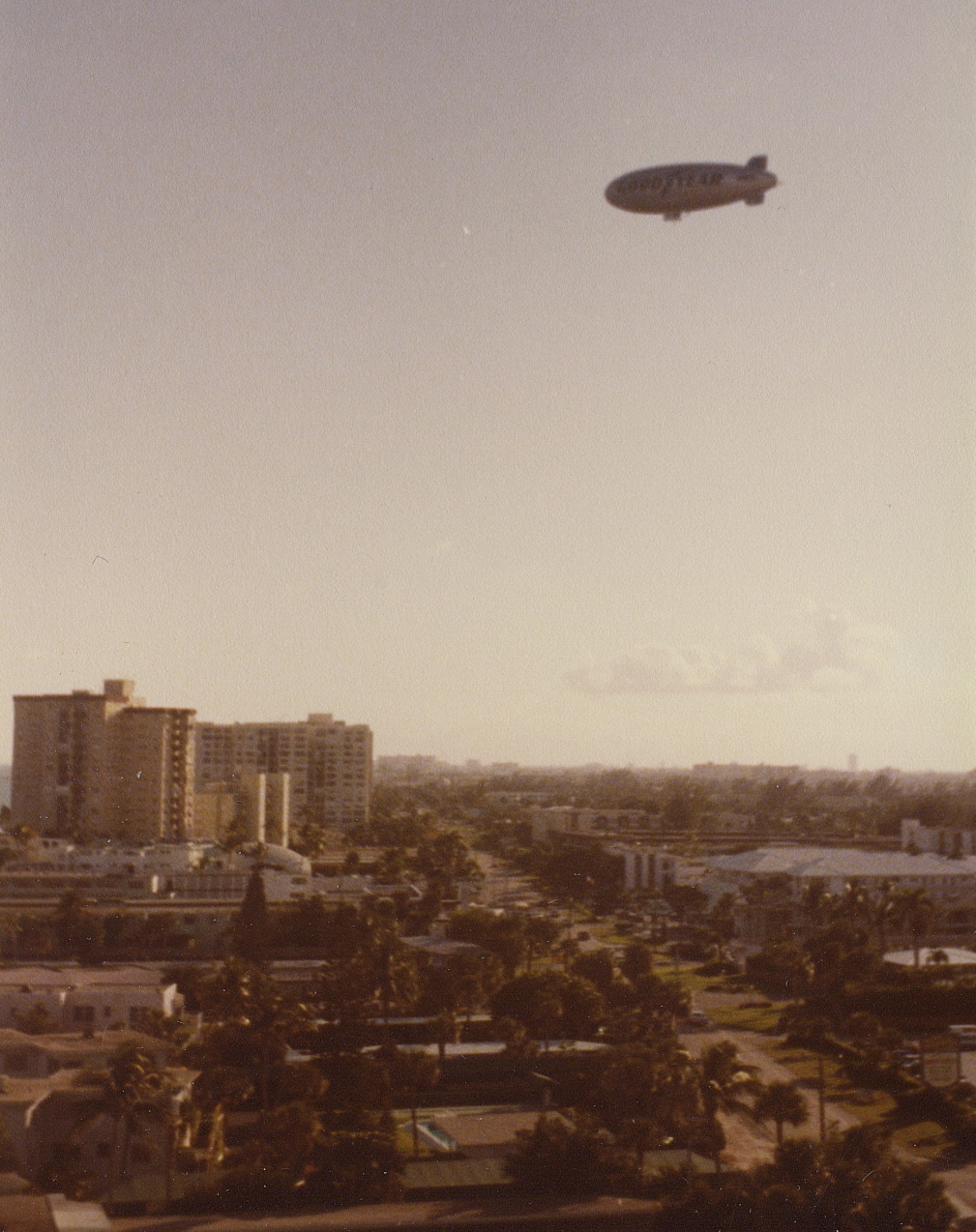
Дирижабль Goodyear[англ.] Goodyear GZ-20[англ.] над городом. Фото 1979 года.
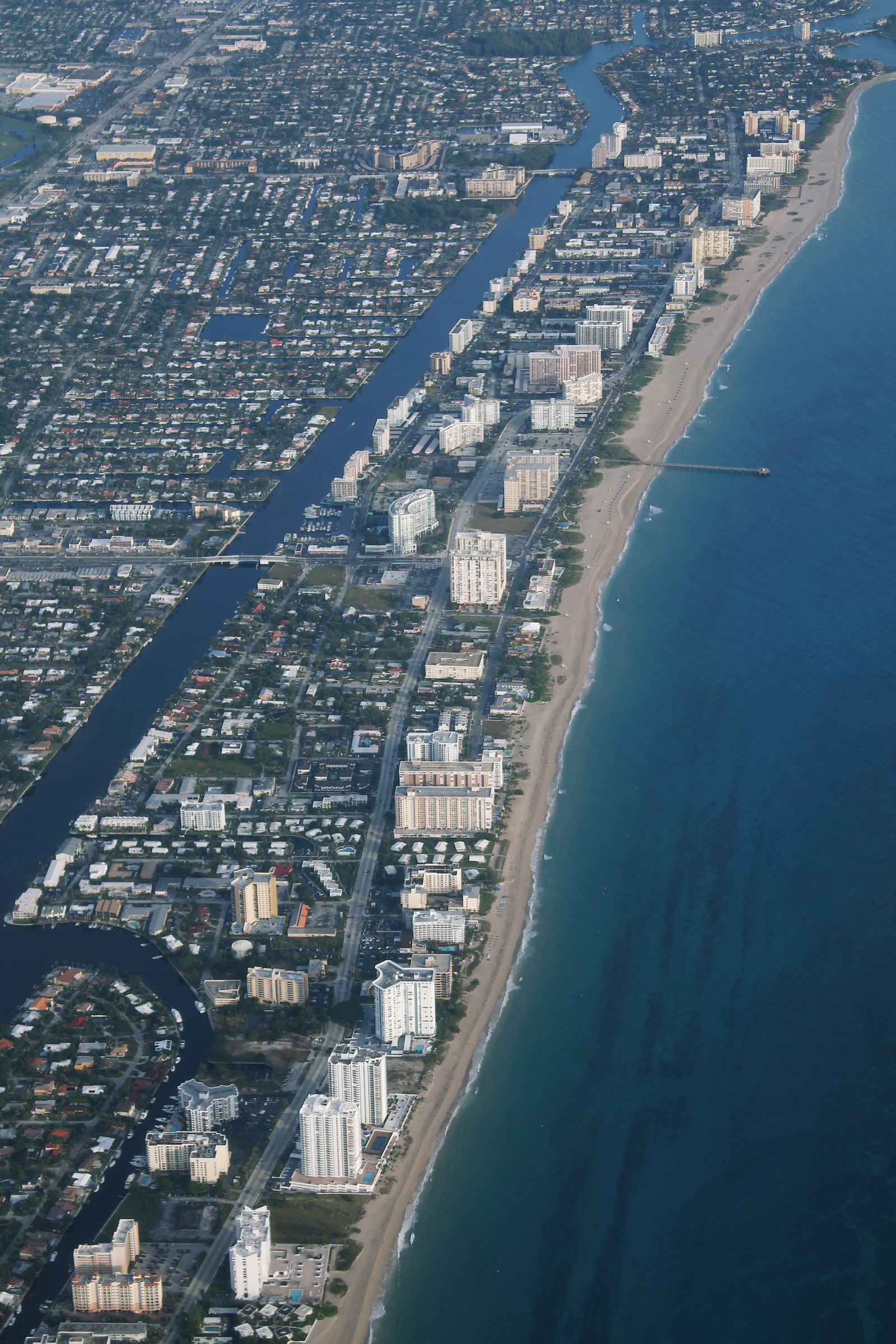
Всё восточное побережье города занимает пляж. Фото 1989 года.

## Демография
На всём протяжении своего существования население Помпано-Бич неравномерно, но постоянно росло. Особо можно отметить 1920-е годы, когда за десятилетие количество жителей увеличилось почти в три с половиной раза, и 1950-е годы — более чем в три раза за десять лет. В 2010 году был преодолён рубеж в 100 000 жителей.
2010 год
По переписи 2010 года в Помпано-Бич проживали 99 845 человек, было 55 885 домохозяйств. В городе проживала крупная община людей — выходцев с Гаити, их было 5,9 % от общего количества жителей (21-е место в стране и 18-е место в штате, если брать в расчёт только населённые пункты со статусом town или city). 8,5 % жителей были выходцами из Италии, что также является достаточно большой цифрой для американского города.

Расовый состав: белые — 62,61 % (в среднем по штату — 75 %), негры и афроамериканцы — 28,89 % (в среднем по штату — 16 %), коренные американцы — 0,29 % (в среднем по штату — 0,4 %), азиаты — 1,3 % (в среднем по штату — 2,4 %), уроженцы тихоокеанских островов — 0,05 % (в среднем по штату — 0,1 %), прочие расы — 4,48 % (в среднем по штату — 3,6 %), смешанные расы — 2,38 % (в среднем по штату — 2,5 %), латиноамериканцы (любой расы) — 17,54 % (в среднем по штату — 22,5 %).
2012 год
По данным 2012 года средний доход домохозяйства составил 41 047 долларов в год, при среднем показателе по штату 45 040 долларов; на душу населения — 24 091 доллар в год.
2013 год
По оценкам 2013 года в Помпано-Бич проживали 104 410 человек: 51,4 % мужского пола и 48,6 % женского. Средний возраст горожанина составил 42,6 лет, при среднем показателе по штату 41 год.

О происхождении своих предков горожане сообщили следующее: уроженцы Вест-Индии — 10,8 %, ирландцы — 9,1 %, немцы — 8,8 %, итальянцы — 6,3 %, англичане — 4,8 %.

Опрос жителей старше 15 лет показал, что 36,3 % из них не состоят в браке и никогда в нём не были, 38,9 % состоят в браке и живут совместно, 2 % состоят в браке, но живут раздельно, 8,6 % вдовствуют и 14,2 % находятся в разводе.

24,8 % жителей Помпано-Бич были рождены вне США, при среднем показателе по штату 19,4 %.
2014 год
По оценкам 2014 года в Помпано-Бич проживали 113 286 человек. По данным на июнь этого года, безработица в городе составила 5,2 %, при среднем показателе по штату 6,3 %.
2020 год
По переписи 2020 года в Помпано-Бич проживали 112 046 человек.
2022 год
По оценкам 2022 года в Помпано-Бич проживали 112 302 человека.

## Прочие факты
- В Помпано-Бич базируются радиостанции WHSR[англ.], WMXJ[англ.], WWNN[англ.].
- В Помпано-Бич находятся штаб-квартиры компаний Associated Grocers of Florida[англ.], PetMeds[англ.], Cross International[англ.] и South Florida Regional Transportation Authority[англ.].
- По данным 2011 года крупнейшими работодателями города являлись: Pompano Park (1100 рабочих мест), администрация города (712), Офис шерифа округа Брауард (700), Wal-Mart Stores (687), Publix (655) и Aetna Rx Home Delivery (490)[12].